# The Princess Guide
The Princess Guide é o décimo quinto episódio da vigésima sexta temporada do seriado de animação de comédia de situação The Simpsons, e foi exibido originalmente na noite de 1 de Março de 2015 pela Fox Broadcasting Company (FOX) nos Estados Unidos.

## Enredo
Uma princesa nigeriana chamada Kemi vai de Springfield. Como seu pai tem a intenção de fechar um acordo de urânio com o Sr. Burns, e Homer é escolhido para protegê-la, Moe, que recentemente perdeu seu dinheiro para um príncipe nigeriano, acredita que Kemi deve estar relacionada com isso, mas logo começa a cair de amor por ela.

## Produção
O episódio foi escrito por Brian Kelley e dirigido por Timothy Bailey. É uma homenagem a Leonard Nimoy, que morreu dois dias antes do episódio ir  ao ar em sua exibição original. Nimoy fez participações em dois episódios da série: Marge vs. the Monorail(4ª temporada) e The Springfield Files(8ª temporada).

## Recepção

### Avaliação Crítica
Dennis Perkins, do The A.V. Club, deu ao episódio uma classificação A-, dizendo que este é "o melhor da temporada até agora".

### Audiência
De acordo com o instituto de medição de audiências Nielsen Ratings, o episódio foi visto em sua exibição original por 3,93 milhões de telespectadores, recebendo uma quota de 1,8/5 na demográfica de idades 18-49. Com relação ao episódio anterior, My Fare Lady, houve um aumento de 1,26 milhão de pessoas. O show foi o mais visto da FOX naquela noite.